# Dörgön
Dörgön (mong.: Дөргөн сум; pismo mongolskie: ᠳᠥᠷᠭᠦᠨ ᠰᠤᠮᠤ) – somon w Mongolii, w ajmaku kobdoskim. W 2011 roku zamieszkany był przez 2 873 osób.